# جايسون غيليسبي
جايسون غيليسبي (19 أبريل 1975 بسيدني في أستراليا - ) (بالإنجليزية: Jason Gillespie)‏ هو لاعب كريكت أسترالي. شارك مع منتخب أستراليا الوطني للكريكت. أما مع النوادي، فقد لعب مع فريق جنوب أستراليا للكريكت ‏ ونادي مقاطعة غلاموركن للكريكت ‏ ونادي مقاطعة يوركشاير للكريكت ‏.

## وصلات خارجية
- جايسون غيليسبي على موقع إي آس بي آن كريك إنفو (الإنجليزية)